# Holcobius simulans
Holcobius simulans là một loài bọ cánh cứng thuộc họ Ptinidae.